# Hortipes angariopsis
Hortipes angariopsis là một loài nhện trong họ Corinnidae.
Loài này thuộc chi Hortipes. Hortipes angariopsis được miêu tả năm 2000 bởi Bosselaers & Rudy Jocqué.